# フリッツ・リーガー
フリッツ・リーガー（Fritz Rieger, 1910年6月28日 - 1978年11月30日）は、オーストリアの指揮者。

## 略歴
オーバーアルトシュタットに生まれる。
プラハ、ブレーメンでの指揮活動ののち、ミュンヘン・フィルハーモニー管弦楽団首席指揮者。保守的な演奏家として知られた。ナチ党員でもあった。ボンで亡くなった。

## 詳歴
彼はプラハで音楽教育を受けた。プラハの「ドイツ音楽アカデミー」で、フィデリオ　フィンケ（ Fidelio F. Finke) とジョージ・セル（George Szell）の学生となり、音楽を専攻した。1931年にリーガーは現在のプラハ国立歌劇場の前身の歌劇場のソロレペティートア(オペラ歌手に歌を教えるソリスト待遇の専属ピアニスト)となり、1934年にはその第２楽長となり、1936年には楽長となった。1938年には新しく創設された放送局「エルベ河畔のエルベ」（Melnik an der Elbe）の音楽監督なり、1939年～1941年は、「エルベ河畔のアオシヒ」(Aussig an der Elbe 現地名：Ústí nad Labem（ウスティーナラベム）)の国立歌劇場指揮者となった。ミュンヘン条約とドイツ軍によるチェコの占領の後、フリッツ・リーガーは1940年6月10日申請・同年7月1日付けで、NSDAP(ドイツ国家社会主義労働者党)の党員として、8.417.679の登録番号で登録された。1941年には、ブレーメン歌劇場の音楽監督に任命された。
第二次世界大戦(1939-1945)の後、1947年に、ピアニスト兼指揮者として、西ドイツのマンハイムの国立劇場の音楽監督になった。1949年にはミュンヘン・フィルハーモニー管弦楽団(Münchner Philharmoniker)の常任指揮者を引き継ぎ、フェリックス・ワインガルトナー(Felix Weingartner)やオズワルト・カバスタ(Oswald Kabasta)やハンス　ロスバウト(Hans Rosbaud)といった有名な前任者の後を継ぐ者となった。ミュンヘン・フィルにおける彼の音楽監督(Generalmusikdirektor)の時代は、1966年までの17年間である。
ミュンヘン国立歌劇場における客演指揮および、ミュンヘンフィルの数多くの世界中でのコンサートで、リーガーはダビッド・オイストラフ、ヘルマン・プライといった有名な演奏家や歌手たちと共演した。
1959年12月15日に、彼に対し、バイエルンの功労賞が授けられた。業績が承認されて、フリッツ・リーガーはその上、1966年にはミュンヘン市から名誉金メダルを、1976年にはドイツ共和国連邦（当時の西ドイツ）から功労十字大勲章を受けている。1971年から1972年まで、彼はオーストラリアで、メルボルン交響楽団の首席指揮者だった。彼は1978年に死に、ミュンヘンのノイハオゼンの墓地で、墓番号5-1-2の墓に埋葬された。　
(以上のように書いてあるドイツ語記事より翻訳しました。)

## 関連書籍
- Monod, David (2006). “Americanizing the Patron State?  Government and Music under American Occupation, 1945-1953”. In Riethmüller, Albrecht. Deutsche Leitkultur Musik?: Zur Musikgeschichte nach dem Holocaust. Stuttgart: Franz Steiner. pp. 47–60. ISBN 3515089748

| スタブアイコン | サブスタブ | この項目は、まだ閲覧者の調べものの参照としては役立たない、音楽関係者（バンド等）に関連した書きかけの項目です。この項目を加筆・訂正などしてくださる協力者を求めています（P:音楽/PJ:芸能人）。 |

| スタブアイコン | サブスタブ | この項目は、まだ閲覧者の調べものの参照としては役立たない、クラシック音楽に関連した書きかけの項目です。この項目を加筆・訂正などしてくださる協力者を求めています（P:クラシック音楽/PJ:クラシック音楽）。 |